# 光之美少女 Super Stars!
《電影 光之美少女 Super Stars!》於2018年3月17日在日本上映。本作是第十次結集光之美少女系列成員的作品，Super Stars系列電影唯一作品。
本作亦與上部作品《電影 光之美少女 Dream Stars!》同樣地不再以全體成員登場，而是改由部分系列成員登場。
本作亦與過往系列作同樣地會在劇情中出現專屬於該作的奇跡手電筒（本作的奇跡手電筒造型為幸運草）。
本作的主題為『約定』（約束）。

## 故事簡介
故事發生在《光之美少女 食尚甜心》完結至《HUG! 光之美少女》36話之間
有一天，企圖將全世界變得充滿謊言的怪物——烏索巴卡突然出現并引發了巨大的騷動，小花的同伴紗綾與小譽也被其抓走，連一花與未來她們的世界也受到了影響，為了救出眾人，小花開始了她的行動。就在這時，小花回想起了自己小的時候和一位不可思議的少年——庫羅巴之間所訂立的一個約定……

## 登場人物

### HUG! 光之美少女
野乃花／喝采天使（Nono Hana／Cure Yell）
配音：引坂理繪（日本）
藥師寺紗綾／聖潔天使（Yakushiji Saaya／Cure Ange）
配音：本泉莉奈（日本）
輝木譽／星辰天使（Kagayaki Homare／Cure Etoile）
配音：小倉唯（日本）
哈利哈姆·哈利（Harryham Harry）
配音：野田順子（倉鼠形態）、福島潤（人類形態）（日本）
抱碳（Hug-tan）
配音：多田好（日本）

### 光之美少女：食尚甜心
宇佐美一花／奶油天使（Usami Ichika／Cure Whip）
配音：美山加戀（日本）
有栖川陽理／卡士達天使（Arisugawa Himari／Cure Custard）
配音：福原遙（日本）
立神葵／冰淇淋天使（Tategami Aoi／Cure Gelato）
配音：村中知（日本）
琴爪緣／馬卡龍天使（Kotozume Yukari／Cure Macaron）
配音：藤田咲（日本）
劍城晶／巧克力天使（Kenjo Akira／Cure Chocolat）
配音：森奈奈子（日本）
綺羅鈴／綺羅星夏爾／聖代天使（Kirarin／Kirahoshi Ciel／Cure Parfait）
配音：水瀨祈（日本）
佩科琳（Pekorin）
配音：金井美香（日本）

### 魔法使光之美少女！
朝日奈未來／奇蹟天使（Asahina Mirai／Cure Miracle）
配音：高橋李依（日本）
十六夜理子／魔法天使（Izayoi Liko／Cure Magical）
配音：堀江由衣（日本）
小哈／花海言葉／幸福天使（Ha-chan／Hanami Kotoha／Cure Felice）
配音：早見沙織（日本）
莫夫倫（Mofurun）
配音：齋藤彩夏（日本）
- 全體必殺技

光之美少女 三葉草編隊（Precure Clover Formation）
全體光之美少女在獲得了幸運草奇跡手電筒的力量並一起手牽手許下一個不會被打破的約定之後，將其轉化為一道巨大的三葉草形狀的彩虹光束射向敵人，將敵人加以淨化。

### 本作登場角色
庫羅巴／烏索巴卡（Clover／Usobakka）
配音：小野賢章（庫羅巴）／北村一輝（烏索巴卡）（日本）
本作登場角色，野乃花兒時遇到過的一位不可思議的神秘少年，當時野乃花曾經與他訂立了一個「將各種各樣的世界帶給你」的約定，後來因為對野乃花沒有遵守這一約定一事而心懷怨恨，導致其被闇之鬼火附身後變成了妄圖將全世界變得充滿謊言的邪惡怪物——烏索巴卡。但野乃花及時想起了這一約定，並在之後的心靈解讀中令其幡然醒悟擺脫了闇之鬼火的控制，最終他在將自己的全部力量獻給光之美少女幫助後者打敗闇之鬼火後帶著已經被淨化的闇之鬼火消失在眾人面前。
名字源自於英語的「三葉草」和日語的「謊言」之意。

### 敵人
闇之鬼火
配音：北村一輝（日本）
烏索巴卡的真面目，也是在本作中暗中從幕後操控庫羅巴的幕後最大黑手，最終被全體光之美少女以合體必殺技「光之美少女 三葉草編隊」淨化之後被庫羅巴帶走消失在眾人面前。

### 系列作登場的角色
魔法使光之美少女！
蝸牛尼亞號列車
配音：小林桂子（日本）
來回無魔法界與魔法界的列車，在本作中為躲避烏索巴卡的襲擊而從魔法界脫逃時搭乘此車。
光之美少女：食尚甜心
長老（Elder）
配音：水島裕（日本）
在本作開始前對奇跡手電筒的解說及劇中以人類型態登場外，亦在片尾中出現。
HUG! 光之美少女
野乃森太郎、野乃堇、野乃小鳥
小花的家人，在小花回憶時的場景中登場，當時一家人正在爱尔兰首都都柏林旅行，而小鳥當時還只是小嬰兒。

## 登場歌曲

### 主題曲
片頭曲
作詞：青木久美子，作曲、編曲：高木洋，主唱：北川理惠
片尾曲
作詞、作曲：渥美佐織，編曲：菊谷知樹，主唱：宮本佳那子

## 製作人員
- 原作：東堂泉
- 監督：池田洋子
- 劇本：米村正二
- 原作角色設計：宮本繪美子、井野真理惠、川村敏江
- 角色設計、總作畫監督：香川久
- 作畫監督：為我井克美、小松
- 音樂：林友樹
- 美術監督：渡邊佳人
- 色彩設計：竹澤聰
- 攝影監督：五十嵐慎一
- 動畫製作：東映動畫
- 製作：電影光之美少女Super Stars!製作委員會（東映動畫、東映、ABC動畫、Bandai、旭通廣告、Marvelous、木下工務店）
- 發行：東映

## 外部連結
- （日語）光之美少女 Super Stars! 官方網站（页面存档备份，存于）
- （日語）プリキュア プリティストアコンセプトショップ　ミラクルユニバース店 in 池袋P’PARCO ｜LimitedBase （页面存档备份，存于）